# Battaglia di Praga (1794)
La battaglia di Praga del 4 novembre 1794 si riferisce allo scontro militare tra le truppe dell'Impero russo e della Rzeczpospolita a est dei sobborghi di Varsavia, Praga, durante l'insurrezione di Kościuszko, che si opponeva alla spartizione della Polonia. La maggior parte delle fonti in lingua inglese indicano il conflitto russo-polacco intorno alla capitale polacca di Varsavia, con l'espressione "Massacro di Praga".

## Vigilia della battaglia
Dopo la battaglia di Maciejowice il capo dell'insurrezione, generale Tadeusz Kościuszko, fu preso prigioniero dai Russi. Il vuoto di potere creatosi in Varsavia e la demoralizzata popolazione della città impedirono al generale Józef Zajączek di terminare di fortificare efficacemente la città sia a est che a ovest. Nello stesso tempo i vincitori russi si diressero verso la capitale polacca.

## Le forze dell'Impero russo e della Rzeczpospolita
Le forze russe consistevano in due Corpi di armata al comando dei generali Aleksandr Suvorov e Iwan Fersen.
Suvorov aveva preso parte alla Guerra russo-turca del 1787-1792, ai duri combattimenti in Polesia e infine alla battaglia di Maciejowice. Fersen combatté per alcuni mesi contro gli insorti, ma venne aiutato con nuovi rinforzi dall'Impero russo. I generali russi avevano ciascuno circa 11 000 uomini, già resi esperti dalla guerra.
Le forze polacche erano costituite da truppe eterogenee. A parte i resti dispersi dell'armata di Kościuszko dopo la battaglia di Maciejowice, si basavano su numerosi combattenti inesperti delle milizie cittadine di Varsavia, Praga e Vilnius, su un reggimento composto da militari di religione ebraica al comando di Berek Joselewicz, nonché su combattenti civili e contadini.
La forza armata polacca fu impiegata su tre linee, ciascuna delle quali difendeva una diversa parte di Praga. La zona principale era comandata direttamente dal generale Józef Zajączek, quella settentrionale da Jakub Jasiński, mentre quella meridionale andò sotto il comando di Władysław Jabłonowski. In totale i comandanti polacchi disponevano di 20 000 uomini sotto le armi.

## La battaglia intorno alla capitale polacca
I soldati russi raggiunsero la periferia di Varsavia il 3 novembre 1794 e appena arrivati iniziarono il cannoneggiamento delle postazioni polacche. Ciò fece supporre ai comandanti polacchi, che le truppe nemiche si stessero preparando a un lungo assedio. Però il generale Suvorov preferiva un attacco rapido e concentrato sulle difese polacche, piuttosto che un lungo e sanguinoso assedio.
Il 4 novembre verso le tre di mattina le truppe russe presero posizione proprio di fronte alle postazioni polacche e due ore dopo iniziarono un attacco. I difensori polacchi furono sorpresi al punto da non poter tenere le loro linee di difesa, salvo pochi resistenti. Il generale Zajączek, ferito durante il combattimento, lasciò la sua posizione e il rimanente delle sue forze senza comando.
I polacchi quindi si diressero verso il centro di Praga, dritti verso la Vistola. I pesanti combattimenti strada per strada durarono quattro ore e terminarono con il totale annientamento delle forze polacche a est della Vistola. Solo una piccola parte di loro riuscirono a sfuggire all'accerchiamento, mentre questo passava alla riva occidentale della Vistola.

## Il massacro

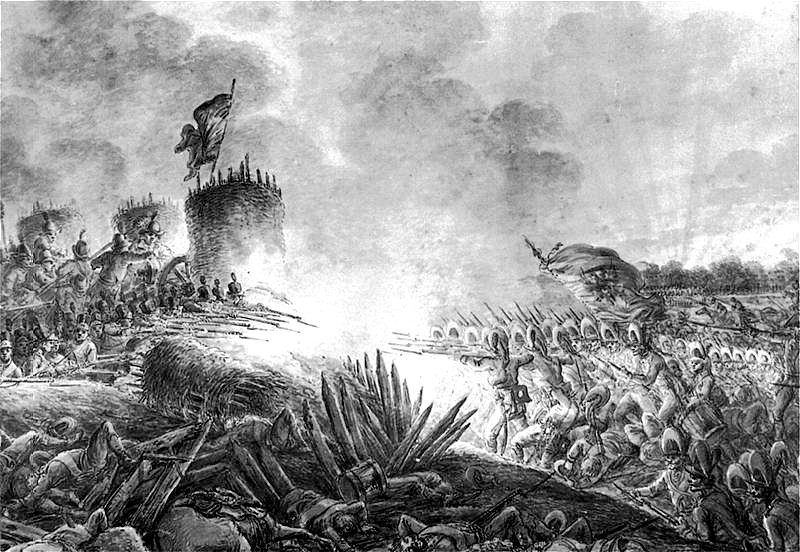
L'attacco delle truppe contro Praga (dipinto di Aleksander Orłowski)

Dopo la battaglia i Russi iniziarono a saccheggiare la città di Varsavia e ad incendiarla, quale sanguinosa vendetta per la precedente distruzione della guarnigione russa di Varsavia durante l'insurrezione dell'aprile 1794, che ebbe luogo dopo la seconda suddivisione della Polonia del 1793 nella capitale del regno polacco. Allora furono uccisi più di 4 000 tra soldati e civili. Quasi tutto il circondario di Praga fu saccheggiato e molti abitanti uccisi. Il numero delle vittime è difficile da definire, tuttavia oggi si ritiene che da parte polacca ammontasse a circa 23 000 morti. Lo stesso Suvorov scrisse che tutta Praga era coperta di cadaveri e il sangue scorreva a flutti.

## Dopo la battaglia
Dopo la battaglia intorno a Praga i comandanti di Varsavia e di gran parte dei suoi abitanti erano per questo demoralizzati, tanto che il generale Tomasz Wawrzecki, il 5 novembre ritirò le sue truppe verso sud dei Carpazi, per risparmiare il destino di Praga a Varsavia, dove giunsero e si dispersero il 16 novembre. La capitale polacca, dopo il ritiro dell'ultimo contingente, fu occupata quasi senza resistenza dalle truppe russe, in questo modo fallì l'insurrezione di Kościuszko.
Si dice che, dopo la battaglia, il generale Suvorov abbia scritto alla zarina russa questo laconico messaggio: Hurra – Praga – Suvorov, e che la zarina abbia risposto altrettanto laconicamente: Bravo Feldmaresciallo, Caterina e per la vittoria sui polacchi lo innalzò al rango di Feldmaresciallo.